# Gordon Cormier

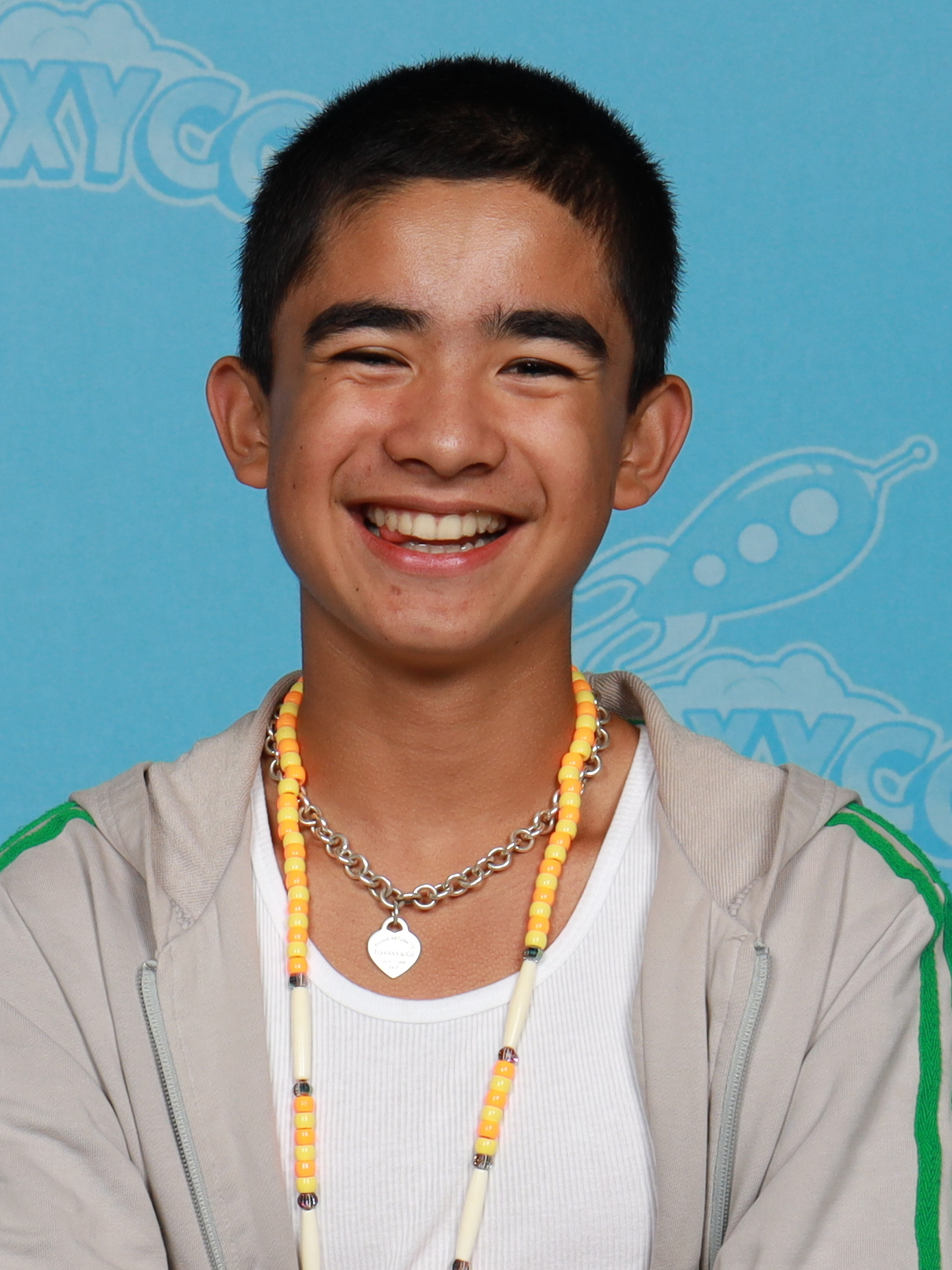
Gordon Cormier

Gordon Kyle Diez Cormier (* 8. Oktober 2009 in Vancouver) ist ein kanadischer Schauspieler.

## Leben und Karriere
Cormier wurde am 8. Oktober 2009 in Vancouver geboren. Sein Debüt gab er 2019 in der Serie Get Shorty. Anschließend war er in dem Fernsehfilm A Christmas Miracle zu sehen. Im selben Jahr wurde er für die Serie Lost in Space – Verschollen zwischen fremden Welten gecastet. Von 2020 bis 2021 spielte er in The Stand – Das letzte Gefecht mit. Außerdem trat Cormier 2021 in Two Sentence Horror Stories auf. 2024 wurde er in der Netflixserie Avatar – Der Herr der Elemente als Aang besetzt.

## Filmografie
Filme
- 2019: A Christmas Miracle

Serien
- 2019: Get Shorty
- 2019: Lost in Space – Verschollen zwischen fremden Welten (Lost in Space)
- 2020–2021: The Stand – Das letzte Gefecht (The Stand)
- 2021: Two Sentence Horror Stories
- 2024: Avatar – Der Herr der Elemente (Avatar: The Last Airbender)